# Parque Explora
Der Parque Explora oder Explora Park ist ein interaktives Wissenschaftsmuseum in Medellín, Kolumbien. Mit 22.000 m² Fläche, davon 15.000 m² Ausstellungsfläche ist es das größte Museum der Stadt. Im Wissenschaftspark kann man mehr als dreihundert interaktive Experimente durchführen.
Der Parque Explora besitzt das größte Süßwasseraquarium in Lateinamerika mit zahlreichen Fischarten aus dem Amazonas und anderen tropischen Flüssen. Das Aquarium bildet tropischen Regenwald und die Korallenbänke nach.

## Architektur
Das Gebäude wurde vom kolumbianischen Architekten Alejandro Echeverri entworfen. Es hat sowohl Innen- als auch Außenflächen und beherbergt in den vier rote Würfeln die verschiedenen Wissenschafts- und Technikräume.

## Ausstellungsteile
- Física Viva (Lebendige Physik)
- Sala Mente (Der Raum des Geistes)
- En Escena (Auf die Bühne)
- Comer (Essen)
- Aquarium
- Vivarium
- Planetarium